# 로저 케이스먼트
로저 데이비드 케이스먼트(영어: Roger David Casement, 아일랜드어: Ruairí Dáithí Mac Easmainn 루아리 다히 막 아스만, 1864년 9월 1일 ~ 1916년 8월 3일)는 아일랜드의 인권 운동가이다. 원래 영국의 외교관이었지만 후에 아일랜드 독립 운동가로 활동하였다. 영국 정부에 의해 콩고 자유국에 시찰을 가서 그곳에서 행해지고 있는 폭력을 보고했다. 그의 보고서는 영국 외무 장관의 전문을 첨부하여 각국 정부에 송부되어 국제 문제로 발전했다. 1912년에 사직하였다.
제1차 세계 대전 중인 1916년 , 아일랜드 의용군이 부활절 봉기에 사용하는 무기를 조달하기 위해 독일 제국의 베를린에 갔다가 귀국하는 도중 체포되었다. 사형에 대해 반대 여론이 거세자, 영국 정부는 케이스먼트가 콩고에서 작성한 일기를 공개하였다. 영국 정부는 이 일기가 케이스먼트의 동성애에 의한 '성적 타락' 을 보여준다고 주장하여 그에 대한 여론을 악화시켰다. 결국 그는 반역죄와 간첩 활동 혐의로 런던에서 교수형에 처해졌다. 영국 정부가 공개한 일기의 내용의 진위여부는 오랜 논란이 되었다. 21세기 초 런던 대학교 교수 빌 맥코맥(Bill McCormack)이 일기의 진위 여부를 검정하였으며, 그는 일기의 '필체, 잉크, 종이, 글자 획, 글자 자국이 모두 진짜다.'라고 주장했다.